# Dicranoptycha fuscescens
Dicranoptycha fuscescens är en tvåvingeart som först beskrevs av Theodor Emil Schummel 1829.  Dicranoptycha fuscescens ingår i släktet Dicranoptycha och familjen småharkrankar. Arten är reproducerande i Sverige. Inga underarter finns listade i Catalogue of Life.

## Bildgalleri

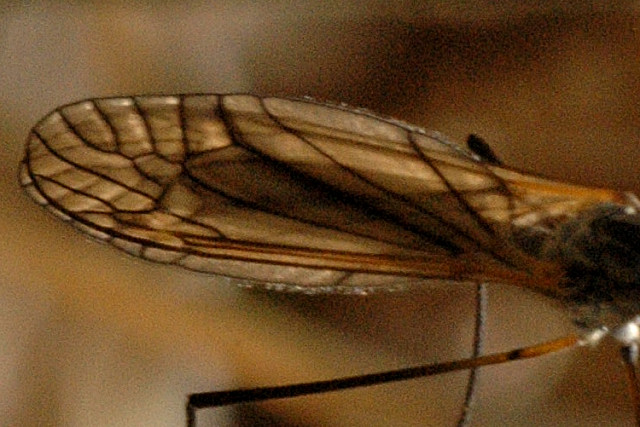